# リバースエッジ 大川端探偵社
『リバースエッジ 大川端探偵社』（リバースエッジ おおかわばたたんていしゃ）は、原作：ひじかた憂峰、作画：たなか亜希夫による日本の漫画。『週刊漫画ゴラク』（日本文芸社）にて2007年12月から2022年7月まで読み切りシリーズとして連載された。
原作者のひじかた（狩撫麻礼）が2018年1月に死去したことにより休載していたが、ひじかたが生前残した原作ストックを使用する形で2022年3月4日発売の同誌3月18日号より連載を再開、その後ストック分の作画化を完了したとして同年7月22日発売の8月5日号をもって連載を終了した。
2014年にテレビ東京でテレビドラマ化された。

## あらすじ
東京浅草の隅田川沿いの雑居ビルにある探偵社「大川端探偵社」。調査員である村木、その経歴は謎に包まれている所長、美人受付嬢メグミの3人で、調査を通じながら彼らなりの解決方法を探っていくのであった。

## 登場人物
村木
大川端探偵社の調査員。物事に執着しない淡白な性格。調査能力は抜群。
所長
大川端探偵社の所長。独自の情報網を持ち、電話一本で難しい依頼も通す。懐が深く、裏社会にも精通しているようだが、経歴は一切不詳。
メグミ
事務所のバイト受付嬢。紅一点。ほかのアルバイトと掛け持ちしている。

## 書誌情報
- ひじかた憂峰・たなか亜希夫 日本文芸社『リバースエッジ 大川端探偵社』（ニチブンコミックス）、全11巻
  1. 2009年10月19日発売[5]、ISBN 978-4-537-12505-4
  2. 2010年11月27日発売[6]、ISBN 978-4-537-12672-3
  3. 2011年5月28日発売[7]、ISBN 978-4-537-12745-4
  4. 2012年9月28日発売[8]、ISBN 978-4-537-12937-3
  5. 2014年7月4日発売[9]、ISBN 978-4-537-13184-0
  6. 2016年1月29日発売[10]、ISBN 978-4-537-13398-1
  7. 2016年5月9日発売[11]、ISBN 978-4-537-13440-7
  8. 2016年10月8日発売[12]、ISBN 978-4-537-13494-0
  9. 2017年11月29日発売[13]、ISBN 978-4-537-13658-6
  10. 2019年4月27日発売[14]、ISBN 978-4-537-13440-7
  11. 2022年10月28日発売[15]、ISBN 978-4-537-14558-8

## テレビドラマ
2014年4月19日から7月12日まで毎週土曜日0:12 - 0:52（金曜日深夜）に、テレビ東京系の「ドラマ24」枠で放送された。主演はオダギリジョー。監督は『湯けむりスナイパー』、『モテキ』、『まほろ駅前番外地』を手掛けた大根仁が務め、ひじかたと大根は『湯けむりスナイパー』以来のタッグを組む。
なお、本項目では日時表記を日本標準時で記載し、提出された出典内容や公式HPで表示されている内容とは異なる。なおビデオオンデマンド形式により複数の業者にて有償ネット配信が行われている。
全12話だが、2025年1月現在、FILE.01のみ視聴不能となっている。
注釈では「※権利上の都合により、FILE.01は配信しておりません」となっているが、どの部分の権利なのか、詳しい理由は不明である（化学調味料を揶揄するような表現があり、それがスポンサーとの関係上問題となったとしばしば言われている）。

### キャスト
詳細な人物説明は原作項目を参照。本項では簡単な続柄を記載。

#### 大川端探偵社
村木 タケシ
演 - オダギリジョー
調査員。日々浅草界隈を調査しているが、調査案件がないときは事務所ソファーで眠っている。
大川端 一平
演 - 石橋蓮司
所長。浅草の裏社会に通じている。普段は村木に調査を任せているが、必要とあらば助力する。
メグミ
演 - 小泉麻耶
受付。サバサバとした明るい性格の女性。豊かな胸が自慢。夜のアルバイトを多数掛け持ちしており、時折その情報が役に立つ。事務所のマスコット的存在。

#### ゲスト
複数話・単話登場の場合は演者名の横の括弧（）内に表記。曖昧な役名は劇中クレジットからの引用。
FILE.01 「最後の晩餐」
- 矢部 恭介（浅草高城組若頭） - やべきょうすけ
- 高城組組長 - 曽根晴美
- 喋楽主人 - 五頭岳夫
- 喋楽妻 - 小野敦子
- 喋楽娘 - 滝沢恵
- 北村（下町の生き字引） - ジジ・ぶぅ
- 時計屋の主人 - 鎌滝秋浩
- シェフ - 諏訪太朗
- 料理人 (1) - 村上寿
- 料理人 (2) - 岩田丸
- 料理人 (3) - アフロ後藤

FILE.02 「セックスファンタジー」
- 依頼人の女 - 星野あかり
- 依頼人の夫 - 菅登未男
- レモンサワーバーの店主 - 森雅樹
- 老舗ラブホテル受付 - 大山うさぎ
- ラブホテルAオーナー - 原金太郎
- ラブホテルA従業員 - 東佳代子

FILE.03 「ある結婚」
- 美樹（コスプレ専門店デリバリーヘルス嬢） - 内田慈
- 竹内（美樹の指名客・大手商社社員） - 岩井秀人（少年期：榎本陸）
- ハルカ（デリバリーヘルス嬢・美樹の同僚） - 菊地郁恵
- デリヘル運転手 - 川畑和雄
- おでん屋の店主 - 史朗
- 竹内の母（娼婦） - 後藤ユウミ

FILE.04 「アイドル・桃ノ木マリン」
- 中年男（マリンのファン） - マキタスポーツ
- 桃ノ木 マリン（C級アイドル） - 小池里奈
- 水野 裕美（宇都宮仁和運送トラック運転手） - 宇野祥平
- 吉田 豪（音楽ライター） - 吉田豪
- レコード店店主 - 飯田孝男（第7話）
- レコード会社社員（Eternal Music社員） - 白石直也
- 芸能プロダクション元社長 - 神太郎
- 運送会社事務員（宇都宮仁和運送） - 石黒久也

FILE.05 「怖い顔グランプリ」
- パン屋主人 - 龍坐
- 用心棒 - 森里一大
- ヤクザ男 - 漆崎敬介
- 司会者（怖い顔グランプリ2014） - ケイ・グラント
- 予想屋 - いか八朗
- ママ (1) - 市川佳代子
- ママ (2) - 今野ゆか
- ママ (3) - ささき三枝
- グランプリ出場者 - 真柴幸平、リッキー・フジ、柿澤隆史、向雲太郎、黄成樹、渡邉達也、魔王、kng、おみたん
- バニーガール - 大塚麻公、菅野愛美、小峰安未、佐久間澪、佐野香帆、谷怜華、藤岡眞名美、村上百合子、山田美和

FILE.06 「がんばれ弁当」
- 中上 学（「給食当番Z」ツッコミ担当） - 今野浩喜（キングオブコメディ）
- 澤井 健次（「給食当番Z」ボケ担当） - 趙珉和
- 中上 晶子（学の母） - ふくまつみ
- ミドリ（お弁当工場従業員） - 福永マリカ
- ビラ配りの芸人 - おせつときょうた、パンゴハンマン、高飛車

FILE.07 「夏の雪女」
- 蓑田 - 田窪一世
- 白石 かをり（舞台女優） - 秋山菜津子
- 白石 かをり（回想） - 國武綾
- 種村 種蔵（演出家） - 松浦祐也
- 中年男 - 岩谷健司
- スナックのママ - 横村直子
- 車椅子の老人 - 西勝研二
- 轟 良太（舞台俳優） - 片山享
- リポーターA - 繁田美貴
- リポーターB - 小島秀公
- ヒロイン - 椎名香織
- スタッフ - 三輪江一
- 劇団員 - かつまゆう、高橋一路、春原陽、松沢真祐美

FILE.08 「女番長」
- 梶原（空手師範） - 橋本じゅん
- 緒方 麗子（回想） / 川島 ミカ（麗子の娘） - 吉倉あおい
- 川島（旧姓緒方） 麗子（元女番長・主婦） - 池津祥子
- 梶原（回想） - 斎藤嘉樹
- デリヘル客 - 水澤紳吾
- 教師 - 松下貞治
- 商店主（同窓会幹事） - 三島ゆたか
- 高野（龍星会幹部） - 野中隆光
- 高木（焼鳥屋店主） - 光宣
- 高野の子分 - 新垣昌人
- 女生徒A - 松下美優
- 女生徒B - マリアユリコ
- 女生徒C - 野口綾奈
- 女生徒D - 横山遥奈
- ヤンキーA - 勝也
- ヤンキーB - 塩見大貴
- ヤンキーC - 新岩正人

FILE.09 「命もらいます」
- オタク男 - ボブ鈴木
- 飯倉 マミ（声優） - 松本まりか
- 遊園地事務員 - 黒田大輔
- 老婆 - 宮内順子
- 林（飯倉のマネージャー） - 蒲生純一
- 不倫カップル - 下山重幸、久保麻里菜

FILE.10 「もらい乳」
- 磯山 直人 - オクイシュージ
- 磯山 秋雄（直人の父・放蕩人） - 三浦誠己
- 中谷 かすみ（直人の乳母） - 秋山実希
- 中谷 ゆかり（かすみの娘・直人の乳兄妹） - 秋山実希
- 中谷 浩一（かすみの夫・秋雄の隣人） - 小林高之
- 老婆 - 大方斐紗子
- 不動産屋主人 - 松田章

FILE.10.5 「決闘代打ち」
- 黒川（暴力団幹部・喧嘩の仲介役） - 中野英雄
- 老会長（暴力団親分） - 堀田眞三
- 赤木（暴力団幹部） - 佐藤正宏
- 青田（暴力団幹部） - 深見亮介
- 格闘家（赤木軍団先鋒） - 村上和成
- 半グレ（青田軍団先鋒） - 猪原伸浩
- 薙刀の使い手（赤木軍団中堅） - YOSHI
- 忍術の使い手（青田軍団中堅） - 門田司
- 鎖鎌男（赤木軍団大将） - リー村山
- バズーカ男（青田軍団大将） - 西明彦
- ヤクザ軍団 - 木村優介、倉本宙雨、佐野由一、田口和幸、友光小太郎、神崎仁志、矢沢詠史、鳴海侠也

FILE.11 「トップランナー」
- メガネの女 - 山田真歩
- 間宮 宏明（市民ランナー） - 滝藤賢一

FILE.12 「依頼者は所長」
- 男 - 若松武史
- ドクロマスク（男の手先） - 南辻史人、金谷友太、坂田龍平、高橋磨
- 刺青老人 - 金二郎

### スタッフ
- 原作 - 作：ひじかた憂峰 / 画：たなか亜希夫『リバースエッジ 大川端探偵社』（「週刊漫画ゴラク」連載中 / 日本文芸社）
- 脚本 - 大根仁、黒住光、神徳幸治
- 音楽 - 森雅樹
- 演出 - 大根仁、神徳幸治
- オープニング・テーマ - EGO-WRAPPIN'「Neon Sign Stomp」（TOY'S FACTORY）[注 2][36][37]
- エンディング・テーマ - EGO-WRAPPIN'「サニーサイドメロディー」（TOY'S FACTORY）[注 2]
- 助監督 - 神徳幸治、岩渕崇、二宮孝平、若林将平
- 編集・タイトルバック - 大関泰幸
- スタイリスト - 伊賀大介
- アクションコーディネーター・監督 - 小原剛
- アクション助手 - 白善哲、南辻史人、金谷友太
- スタント - 岩田栄慶
- ガンエフェクト - 納富貴久男
- フードコーディネーター - 前田かおり
- オープニングクレジット - アイキャッチの浮世絵「相馬の古内裏」（歌川国芳作 / 千葉市美術館蔵）
- 撮影協力 - 台東区フィルム・コミッション
- 取材協力 - ガル探偵学校
- 技術協力 - アップサイド
- 照明協力 - APEXII
- ポスプロ - IMAGICA
- 各話スタッフ
  - 第4話
    - 劇中曲 - 桃ノ木マリン「瞳にA級保存」（Eternal Music）[注 3]
    - ダンス振付 - 西田一生、市川歩
    - 現場ダンス指導 - 山﨑裕子

  - 第6話
    - 漫才台本 - 相澤昇

  - 第11話
    - マラソン指導 - 泉水朝宏
    - エキストラ協力 - 東京学芸大学陸上競技部
- チーフプロデューサー - 中川順平
- プロデューサー - 浅野太、杉原奈実
- コンテンツプロデューサー - 五箇公貴
- ラインプロデューサー - 楠千亜紀
- プロデューサー補 - 小松幸敏、田辺勇人、鈴木佳那子
- 制作 - テレビ東京、オフィスクレッシェンド
- 製作著作 - 「リバースエッジ 大川端探偵社」製作委員会

### 放送日程
| 各話                                                      | 放送日  | サブタイトル           | 脚本                   | 演出     |
| --------------------------------------------------------- | ------- | ---------------------- | ---------------------- | -------- |
| FILE.01                                                   | 4月19日 | 最後の晩餐             | 大根仁                 | 大根仁   |
| FILE.02                                                   | 4月26日 | セックスファンタジー   | 大根仁                 | 大根仁   |
| FILE.03                                                   | 5月03日 | ある結婚               | 黒住光 大根仁          | 大根仁   |
| FILE.04                                                   | 5月10日 | アイドル・桃ノ木マリン | 黒住光 大根仁          | 大根仁   |
| FILE.05                                                   | 5月17日 | 怖い顔グランプリ       | 大根仁                 | 大根仁   |
| FILE.06                                                   | 5月24日 | がんばれ弁当           | 黒住光 大根仁 神徳幸治 | 神徳幸治 |
| FILE.07                                                   | 5月31日 | 夏の雪女               | 黒住光 大根仁          | 大根仁   |
| FILE.08                                                   | 6月07日 | 女番長                 | 黒住光 大根仁          | 大根仁   |
| FILE.09                                                   | 6月14日 | 命もらいます           | 黒住光 大根仁          | 大根仁   |
| FILE.10                                                   | 6月21日 | もらい乳               | 黒住光 大根仁 神徳幸治 | 神徳幸治 |
| FILE.10.5                                                 | 6月21日 | 決闘代打ち             | 黒住光 大根仁 神徳幸治 | 神徳幸治 |
| FILE.11                                                   | 6月28日 | トップランナー         | 大根仁                 | 大根仁   |
| FILE.12                                                   | 7月12日 | 依頼者は所長           | 大根仁                 | 大根仁   |
| 平均視聴率 2.3%（視聴率は関東地区・ビデオリサーチ社調べ） |         |                        |                        |          |

- 第3話は『JA全農世界卓球2014東京 日本×ポルトガル』放送延長のため45分繰り下げ。
- 7月5日は『2014 FIFAワールドカップ 準々決勝』放送のため休止。

### ネット局
| 放送対象地域   | 放送局                | 系列                          | 放送期間・曜日・時間           | 放送期間・曜日・時間  |
| -------------- | --------------------- | ----------------------------- | ------------------------------ | --------------------- |
| 関東広域圏     | テレビ東京 【制作局】 | テレビ東京系列                | 2014年4月19日 - 7月12日        | 土曜日 0:12 - 0:52    |
| 北海道         | テレビ北海道          | テレビ東京系列                | 2014年4月19日 - 7月12日        | 土曜日 0:12 - 0:52    |
| 愛知県         | テレビ愛知            | テレビ東京系列                | 2014年4月19日 - 7月12日        | 土曜日 0:12 - 0:52    |
| 岡山県・香川県 | テレビせとうち        | テレビ東京系列                | 2014年4月19日 - 7月12日        | 土曜日 0:12 - 0:52    |
| 福岡県         | TVQ九州放送           | テレビ東京系列                | 2014年4月19日 - 7月12日        | 土曜日 0:12 - 0:52    |
| 大阪府         | テレビ大阪            | テレビ東京系列                | 2014年4月21日 - 7月14日        | 月曜日 23:58 - 翌0:40 |
| 奈良県         | 奈良テレビ            | JAITS                         | 2014年4月26日 - 7月19日        | 土曜日 0:30 - 1:05    |
| 長野県         | 信越放送              | TBS系列                       | 2014年4月26日 - 7月19日        | 土曜日 0:50 - 1:30    |
| 新潟県         | テレビ新潟            | 日本テレビ系列                | 2014年5月4日 - 7月27日         | 日曜日 1:25 - 2:05    |
| 長崎県         | 長崎放送              | TBS系列                       | 2014年5月6日 - 7月23日         | 水曜日 0:23 - 1:03    |
| 山形県         | テレビユー山形        | TBS系列                       | 2014年5月17日 - 8月9日         | 土曜日 0:50 - 1:30    |
| 愛媛県         | あいテレビ            | TBS系列                       | 2014年6月6日 -                 | 金曜日 1:04 - 1:44    |
| 日本全域       | BSジャパン            | テレビ東京系列 BSデジタル放送 | 2014年7月7日 - 9月29日         | 月曜日 0:00 - 0:35    |
| 青森県         | 青森テレビ            | TBS系列                       | 2014年10月18日 - 2015年1月17日 | 土曜日 0:20 - 1:00    |
| 石川県         | 北陸放送              | TBS系列                       | 2015年1月27日 - 4月21日        | 火曜日 1:13 - 1:53    |

| テレビ東京 ドラマ24                            | テレビ東京 ドラマ24                                           | テレビ東京 ドラマ24                            |
| 前番組                                         | 番組名                                                        | 次番組                                         |
| ---------------------------------------------- | ------------------------------------------------------------- | ---------------------------------------------- |
| なぞの転校生 （2014年1月11日 - 2014年3月29日） | リバースエッジ 大川端探偵社 （2014年4月19日 - 2014年7月12日） | アオイホノオ （2014年7月19日 - 2014年9月27日） |